# Echinoderes bispinosus
Echinoderes bispinosus är en djurart som tillhör fylumet pansarmaskar, och som beskrevs av Higgins 1982. Echinoderes bispinosus ingår i släktet Echinoderes och familjen Echinoderidae. Inga underarter finns listade i Catalogue of Life.